# Etemadis olikhet
Inom sannolikhetsteorin är Etemadis olikhet en olikhet av Nasrollah Etemadi. Olikheten säger följande:
Låt X1, ..., Xn vara oberoende reellvärda stokastiska variabler definierade i ett gemensamt sannolikhetsrum, och låt α ≥ 0. Definiera Sk som
{\displaystyle S_{k}=X_{1}+\cdots +X_{k}.\,}
Då är
{\displaystyle \mathbb {P} \left(\max _{1\leq k\leq n}|S_{k}|\geq 3\alpha \right)\leq 3\max _{1\leq k\leq n}\mathbb {P} \left(|S_{k}|\geq \alpha \right).}